# Jaime Alfonso Ruiz
Pour les articles homonymes, voir Ruiz.
Jaime Alfonso Ruiz est un joueur de football colombien, né le 3 janvier 1984 à Cali et évoluant au poste d'attaquant.

## Biographie
Il a joué dans plusieurs championnats sud-américains (Colombie, Équateur, Pérou) ainsi qu'en Belgique. À l'issue de la saison régulière, Ruiz est le meilleur buteur du championnat de Belgique de football 2008-2009 avec 18 buts.

## Palmarès
- Championnat de Colombie :
  - Champion de l'Apertura en 2006 (Deportivo Pasto).